# Филип Милър
Филип Милър (на английски: Philip Miller) е шотландски ботаник, главен градинар на Билковата градина в Челси в продължение на почти 50 години и автор на The Gardener's and Florists Dictionary or a Complete System of Horticulture (1724) и The Gardener's Dictionary containing the Methods of Cultivating and Improving the Kitchen Fruit and Flower Garden (1731).
Първоначално Милър се отнася скептично към биномната номенклатура на Карл Линей и предпочита класификациите на Жозеф Питон дьо Турнфор и Джон Рей, макар че още през 1754 описва по новата система няколко рода, сред които Larix и Vanilla. При осмото издание на The Gardener's Dictionary през 1768 той окончателно преминава към системата на Линей.
Милър е известен и с това, че през 1733 изпраща в колонията Джорджия разработен от него сорт памук, който става най-висококачественият, произвеждан в Северна Америка.